# Světový pohár v běhu na lyžích 2012/2013
Světový pohár v běhu na lyžích 2012/13 byl seriálem závodů v běhu na lyžích během zimní sezóny. Organizovala jej Mezinárodní lyžařská federace (FIS). Součástí světového poháru byla Tour de Ski. Celkové vítězství z předchozího ročníku obhajovali Dario Cologna a Marit Bjørgenová.

## Celkové výsledky

### Muži

#### Celkové pořadí
| Poz | Závodník               | Body |
| --- | ---------------------- | ---- |
| 1.  | Petter Northug         | 1561 |
| 2.  | Alexandr Legkov        | 1381 |
| 3.  | Dario Cologna          | 1364 |
| 4.  | Alexej Poltoranin      | 995  |
| 5.  | Maxim Vylegžanin       | 935  |
| 6.  | Ilja Černousov         | 845  |
| 7.  | Emil Jönsson           | 735  |
| 8.  | Martin Johnsrud Sundby | 672  |
| 9.  | Marcus Hellner         | 630  |
| 10. | Finn Hågen Krogh       | 545  |

| Poz | Závodník          | Body |
| --- | ----------------- | ---- |
| 11. | Giorgio Di Centa  | 510  |
| 12. | Lukáš Bauer       | 504  |
| 13. | Sjur Røthe        | 480  |
| 14. | Tobias Angerer    | 460  |
| 15. | Calle Halfvarsson | 430  |
| 16. | Jevgenij Bělov    | 425  |
| 17. | Roland Clara      | 389  |
| 18. | Johan Olsson      | 369  |
| 19. | Dmitrij Japarov   | 368  |
| 20. | Ivan Babikov      | 354  |

| Poz | Závodník              | Body |
| --- | --------------------- | ---- |
| 21. | Pål Golberg           | 346  |
| 22. | Tim Tscharnke         | 338  |
| 23. | Len Väljas            | 335  |
| 24. | Daniel Richardsson    | 328  |
| 25. | Nikita Krjukov        | 316  |
| 26. | Maurice Manificat     | 302  |
| 27. | Devon Kershaw         | 298  |
| 28. | Jens Filbrich         | 295  |
| 29. | Andrew Newell         | 292  |
| 30. | Alexandr Bessmertnych | 282  |

| Poz | Závodník               | Body |
| --- | ---------------------- | ---- |
| 1.  | Alexandr Legkov        | 793  |
| 2.  | Dario Cologna          | 644  |
| 3.  | Petter Northug         | 632  |
| 4.  | Alexej Poltoranin      | 521  |
| 5.  | Ilja Černousov         | 508  |
| 6.  | Martin Johnsrud Sundby | 469  |
| 7.  | Maxim Vylegžanin       | 437  |
| 8.  | Sjur Røthe             | 390  |
| 9.  | Tobias Angerer         | 368  |
| 10. | Roland Clara           | 361  |

| Poz | Závodník          | Body |
| --- | ----------------- | ---- |
| 1.  | Emil Jönsson      | 498  |
| 2.  | Petter Northug    | 329  |
| 3.  | Nikita Krjukov    | 316  |
| 4.  | Teodor Peterson   | 274  |
| 5.  | Andrew Newell     | 264  |
| 6.  | Alexej Poltoranin | 258  |
| 7.  | Eirik Brandsdal   | 240  |
| 8.  | Len Väljas        | 214  |
| 9.  | Dario Cologna     | 210  |
| 10. | Nikolaj Čebotko   | 183  |

### Ženy

#### Celkové pořadí
| Poz | Závodník                         | Body |
| --- | -------------------------------- | ---- |
| 1.  | Justyna Kowalczyková             | 2017 |
| 2.  | Therese Johaugová                | 1503 |
| 3.  | Kikkan Randallová                | 1190 |
| 4.  | Marit Bjørgenová                 | 1148 |
| 5.  | Heidi Wengová                    | 1085 |
| 6.  | Kristin Størmer Steiraová        | 1018 |
| 7.  | Anne Kyllönen                    | 987  |
| 8.  | Charlotte Kallaová               | 845  |
| 9.  | Astrid Uhrenholdtová Jacobsenová | 778  |
| 10. | Krista Lähteenmäki               | 736  |

| Poz | Závodník                     | Body |
| --- | ---------------------------- | ---- |
| 11. | Kerttu Niskanenová           | 648  |
| 12. | Julija Čekaljovová           | 559  |
| 13. | Denise Herrmannová           | 535  |
| 14. | Katrin Zellerová             | 499  |
| 15. | Ingvild Flugstad Østberg     | 478  |
| 16. | Aurore Jéanová               | 438  |
| 17. | Masako Išidaová              | 438  |
| 18. | Riitta-Liisa Roponenová      | 421  |
| 19. | Maiken Caspersenová Fallaová | 417  |
| 20. | Elizabeth Stephenová         | 410  |

| Poz | Závodník               | Body |
| --- | ---------------------- | ---- |
| 21. | Emma Wiken             | 359  |
| 22. | Nicole Fesselová       | 326  |
| 23. | Vibeke Skofterudová    | 316  |
| 24. | Kateřina Smutná        | 316  |
| 25. | Celine Brun-Lie        | 309  |
| 26. | Aino-Kaisa Saarinenová | 304  |
| 27. | Riikka Sarasoja-Lilja  | 300  |
| 28. | Valentyna Ševčenková   | 290  |
| 29. | Julia Ivanovová        | 268  |
| 30. | Mona-Liisa Malvalehto  | 244  |

| Poz | Závodník                         | Body |
| --- | -------------------------------- | ---- |
| 1.  | Justyna Kowalczyková             | 1027 |
| 2.  | Therese Johaugová                | 874  |
| 3.  | Kristin Størmer Steiraová        | 665  |
| 4.  | Heidi Wengová                    | 526  |
| 5.  | Anne Kyllönen                    | 499  |
| 6.  | Marit Bjørgenová                 | 492  |
| 7.  | Charlotte Kallaová               | 456  |
| 8.  | Astrid Uhrenholdtová Jacobsenová | 441  |
| 9.  | Julija Čekaljovová               | 430  |
| 10. | Kikkan Randallová                | 398  |

| Poz | Závodník                     | Body |
| --- | ---------------------------- | ---- |
| 1.  | Kikkan Randallová            | 542  |
| 2.  | Justyna Kowalczyková         | 430  |
| 3.  | Ingvild Flugstad Østberg     | 294  |
| 4.  | Maiken Caspersenová Fallaová | 283  |
| 5.  | Anne Kyllönen                | 260  |
| 6.  | Celine Brun-Lie              | 258  |
| 7.  | Marit Bjørgenová             | 256  |
| 8.  | Mona-Liisa Malvalehto        | 244  |
| 9.  | Aurore Jéanová               | 213  |
| 10. | Ida Ingemarsdotter           | 213  |

## Výsledky závodů

### Muži

#### Individuální závody
| Závod                                                                          | Místo konání                             | Disciplína                               | Datum                                    | 1. místo               | 2. místo               | 3. místo               |
| ------------------------------------------------------------------------------ | ---------------------------------------- | ---------------------------------------- | ---------------------------------------- | ---------------------- | ---------------------- | ---------------------- |
| 1                                                                              | Gällivare                                | 15 km V                                  | 24. listopad                             | Martin Johnsrud Sundby | Alexej Poltoranin      | Marcus Hellner         |
| Ruka Triple (30. listopad 2012 – 2. prosinec 2012)                             |                                          |                                          |                                          |                        |                        |                        |
| 2                                                                              | Kuusamo                                  | Sprint K                                 | 30. listopad                             | Nikita Krjukov         | Petter Northug         | Eirik Brandsdal        |
| 3                                                                              | Kuusamo                                  | 10 km V                                  | 1. prosinec                              | Alexandr Legkov        | Petter Northug         | Maurice Manificat      |
| 4                                                                              | Kuusamo                                  | 15 km K stíhací závod                    | 2. prosinec                              | Maxim Vylegžanin       | Dario Cologna          | Martin Johnsrud Sundby |
| Ruka Triple – konečné pořadí                                                   | Ruka Triple – konečné pořadí             | Ruka Triple – konečné pořadí             | Ruka Triple – konečné pořadí             | Petter Northug         | Maxim Vylegžanin       | Alexej Poltoranin      |
| Konec Ruka Triple                                                              |                                          |                                          |                                          |                        |                        |                        |
| 5                                                                              | Québec                                   | Sprint V                                 | 8. prosinec                              | Emil Jönsson           | Teodor Peterson        | Alexej Peťuchov        |
| 6                                                                              | Canmore                                  | 15 km K hromadný start                   | 13. prosinec                             | Tim Tscharnke          | Sjur Røthe             | Tobias Angerer         |
| 7                                                                              | Canmore                                  | Sprint V                                 | 15. prosinec                             | Emil Jönsson           | Anders Gløersen        | Nikita Krjukov         |
| 8                                                                              | Canmore                                  | 30 km skiatlon                           | 16. prosinec                             | Maurice Manificat      | Roland Clara           | Sjur Røthe             |
| Tour de Ski (29. prosinec 2012 – 6. leden 2013)                                |                                          |                                          |                                          |                        |                        |                        |
| 9                                                                              | Oberhof                                  | 4 km V                                   | 29. prosinec                             | Petter Northug         | Marcus Hellner         | Alexandr Legkov        |
| 10                                                                             | Oberhof                                  | 15 km K stíhací závod                    | 30. prosinec                             | Maxim Vylegžanin       | Alexandr Legkov        | Petter Northug         |
| 11                                                                             | Val Müstair                              | Sprint V                                 | 1. leden                                 | Finn Hågen Krogh       | Federico Pellegrino    | Len Väljas             |
| 12                                                                             | Cortina-Toblach                          | 35 km V stíhací závod                    | 3. leden                                 | Petter Northug         | Alexandr Legkov        | Dario Cologna          |
| 13                                                                             | Toblach                                  | 5 km K                                   | 4. leden                                 | Alexej Poltoranin      | Petter Northug         | Dario Cologna          |
| 14                                                                             | Val di Fiemme                            | 15 km K hromadný start                   | 5. leden                                 | Alexej Poltoranin      | Len Väljas             | Alex Harvey            |
| 15                                                                             | Val di Fiemme                            | 9 km V stíhací závod                     | 6. leden                                 | Marcus Hellner         | Ivan Babikov           | Roland Clara           |
| Tour de Ski – konečné pořadí                                                   | Tour de Ski – konečné pořadí             | Tour de Ski – konečné pořadí             | Tour de Ski – konečné pořadí             | Alexandr Legkov        | Dario Cologna          | Maxim Vylegžanin       |
| Konec Tour de Ski                                                              |                                          |                                          |                                          |                        |                        |                        |
| 16                                                                             | Liberec                                  | Sprint K                                 | 12. leden                                | Teodor Peterson        | Emil Jönsson           | Pål Golberg            |
| 17                                                                             | La Clusaz                                | 15 km K hromadný start                   | 19. leden                                | Alexej Poltoranin      | Alexandr Bessmertnych  | Dario Cologna          |
| 18                                                                             | Soči                                     | Sprint V                                 | 1. únor                                  | Petter Northug         | Dario Cologna          | David Hofer            |
| 19                                                                             | Soči                                     | 30 km skiatlon                           | 2. únor                                  | Dario Cologna          | Ilja Černousov         | Alexandr Legkov        |
| 20                                                                             | Davos                                    | Sprint K                                 | 16. únor                                 | Alexej Poltoranin      | Dario Cologna          | Federico Pellegrino    |
| 21                                                                             | Davos                                    | 15 km V                                  | 17. únor                                 | Johan Olsson           | Dario Cologna          | Alexandr Legkov        |
| Mistrovství světa v klasickém lyžování 2013 (20. února 2013 až 3. března 2013) |                                          |                                          |                                          |                        |                        |                        |
| 22                                                                             | Lahti                                    | Sprint V                                 | 9. březen                                | Emil Jönsson           | Ola Vigen Hattestad    | Finn Hågen Krogh       |
| 23                                                                             | Lahti                                    | 15 km K                                  | 10. březen                               | Petter Northug         | Alexej Poltoranin      | Martin Johnsrud Sundby |
| 24                                                                             | Drammen                                  | Sprint K                                 | 13. březen                               | Petter Northug         | Alexej Poltoranin      | Nikita Krjukov         |
| 25                                                                             | Oslo                                     | 50 km V hromadný start                   | 17. březen                               | Alexandr Legkov        | Martin Johnsrud Sundby | Ilja Černousov         |
| Finále Světového poháru (20. březen 2013 – 24. březen 2013)                    |                                          |                                          |                                          |                        |                        |                        |
| 26                                                                             | Stockholm                                | Sprint K                                 | 20. březen                               | Petter Northug         | Eirik Brandsdal        | Nikita Krjukov         |
| 27                                                                             | Falun                                    | 3,75 km V                                | 22. březen                               | Petter Northug         | Pål Golberg            | Anders Gløersen        |
| 28                                                                             | Falun                                    | 15 km K hromadný start                   | 23. březen                               | Eldar Rønning          | Maxim Vylegžanin       | Martin Johnsrud Sundby |
| 29                                                                             | Falun                                    | 15 km V stíhací závod                    | 24. březen                               | Finn Hågen Krogh       | Martin Johnsrud Sundby | Alexandr Legkov        |
| Finále Světového poháru – konečné pořadí                                       | Finále Světového poháru – konečné pořadí | Finále Světového poháru – konečné pořadí | Finále Světového poháru – konečné pořadí | Petter Northug         | Finn Hågen Krogh       | Martin Johnsrud Sundby |

#### Týmové závody
| Závod | Místo konání | Disciplína       | Datum        | 1. místo                                                                | 2. místo                                                                 | 3. místo                                                               |
| ----- | ------------ | ---------------- | ------------ | ----------------------------------------------------------------------- | ------------------------------------------------------------------------ | ---------------------------------------------------------------------- |
| 1     | Gällivare    | Štafeta 4×7,5 km | 25. listopad | Norsko I Eldar Rønning Martin Johnsrud Sundby Sjur Røthe Petter Northug | Švédsko I Emil Jönsson Johan Olsson Daniel Rickardsson Marcus Hellner    | Rusko I Jevgenij Bělov Maxim Vylegžanin Alexandr Legkov Ilja Černousov |
| 2     | Québec       | Sprint dvojic V  | 7. prosinec  | Kazachstán I Denis Volotka Nikolaj Čebotko                              | Rusko I Nikita Krjukov Alexej Peťuchov                                   | Norsko I Anders Gløersen Eirik Brandsdal                               |
| 3     | Liberec      | Sprint dvojic K  | 13. leden    | Rusko II Michail Děvjaťjarov Nikolaj Morilov                            | Norsko I Eirik Brandsdal Pål Golberg                                     | Rusko I Nikita Krjukov Alexej Peťuchov                                 |
| 4     | La Clusaz    | Štafeta 4×7,5 km | 20. leden    | Norsko Eldar Rønning Didrik Tønseth Martin Johnsrud Sundby Sjur Røthe   | Švédsko Daniel Rickardsson Johan Olsson Calle Halfvarsson Marcus Hellner | Česko Jiří Magál Lukáš Bauer Aleš Razým Martin Jakš                    |
| 5     | Soči         | Sprint dvojic K  | 3. únor      | Rusko I Dmitrij Japarov Maxim Vylegžanin                                | Švédsko I Teodor Peterson Emil Jönsson                                   | Německo I Axel Teichmann Tobias Angerer                                |

### Ženy

#### Individuální závody
| Závod                                                                          | Místo konání                             | Disciplína                               | Datum                                    | 1. místo                     | 2. místo                     | 3. místo                         |
| ------------------------------------------------------------------------------ | ---------------------------------------- | ---------------------------------------- | ---------------------------------------- | ---------------------------- | ---------------------------- | -------------------------------- |
| 1                                                                              | Gällivare                                | 7,5 km V                                 | 24. listopad                             | Marit Bjørgenová             | Therese Johaugová            | Kikkan Randallová                |
| Ruka Triple (30. listopad 2012 – 2. prosinec 2012)                             |                                          |                                          |                                          |                              |                              |                                  |
| 2                                                                              | Kuusamo                                  | Sprint K                                 | 30. listopad                             | Marit Bjørgenová             | Jevgenija Šapovalová         | Anastasia Docenková              |
| 3                                                                              | Kuusamo                                  | 5 km V                                   | 1. prosinec                              | Marit Bjørgenová             | Kikkan Randallová            | Julija Čekaljovová               |
| 4                                                                              | Kuusamo                                  | 10 km K stíhací závod                    | 2. prosinec                              | Marit Bjørgenová             | Therese Johaugová            | Heidi Wengová                    |
| Ruka Triple – konečné pořadí                                                   | Ruka Triple – konečné pořadí             | Ruka Triple – konečné pořadí             | Ruka Triple – konečné pořadí             | Marit Bjørgenová             | Justyna Kowalczyková         | Heidi Wengová                    |
| Konec Ruka Triple                                                              |                                          |                                          |                                          |                              |                              |                                  |
| 5                                                                              | Québec                                   | Sprint V                                 | 8. prosinec                              | Kikkan Randallová            | Maiken Caspersenová Fallaová | Ida Ingemarsdotter               |
| 6                                                                              | Canmore                                  | 10 km K hromadný start                   | 13. prosinec                             | Justyna Kowalczyková         | Anne Kyllönen                | Maiken Caspersenová Fallaová     |
| 7                                                                              | Canmore                                  | Sprint V                                 | 15. prosinec                             | Maiken Caspersenová Fallaová | Kikkan Randallová            | Celine Brun-Lie                  |
| 8                                                                              | Canmore                                  | 15 km skiatlon                           | 16. prosinec                             | Justyna Kowalczyková         | Anne Kyllönen                | Vibeke Skofterudová              |
| Tour de Ski (29. prosinec 2012 – 6. leden 2013)                                |                                          |                                          |                                          |                              |                              |                                  |
| 9                                                                              | Oberhof                                  | 3 km V                                   | 29. prosinec                             | Kikkan Randallová            | Charlotte Kallaová           | Justyna Kowalczyková             |
| 10                                                                             | Oberhof                                  | 9 km K stíhací závod                     | 30. prosinec                             | Justyna Kowalczyková         | Therese Johaugová            | Anne Kyllönen                    |
| 11                                                                             | Val Müstair                              | Sprint V                                 | 1. leden                                 | Kikkan Randallová            | Ingvild Flugstad Østberg     | Heidi Wengová                    |
| 12                                                                             | Cortina-Toblach                          | 15 km V stíhací závod                    | 3. leden                                 | Justyna Kowalczyková         | Charlotte Kallaová           | Therese Johaugová                |
| 13                                                                             | Toblach                                  | 3 km K                                   | 4. leden                                 | Justyna Kowalczyková         | Krista Lähteenmäki           | Astrid Uhrenholdtová Jacobsenová |
| 14                                                                             | Val di Fiemme                            | 10 km K hromadný start                   | 5. leden                                 | Justyna Kowalczyková         | Kristin Størmer Steiraová    | Krista Lähteenmäki               |
| 15                                                                             | Val di Fiemme                            | 9 km V stíhací závod                     | 6. leden                                 | Therese Johaugová            | Elizabeth Stephenová         | Heidi Wengová                    |
| Tour de Ski – konečné pořadí                                                   | Tour de Ski – konečné pořadí             | Tour de Ski – konečné pořadí             | Tour de Ski – konečné pořadí             | Justyna Kowalczyková         | Therese Johaugová            | Kristin Størmer Steiraová        |
| Konec Tour de Ski                                                              |                                          |                                          |                                          |                              |                              |                                  |
| 16                                                                             | Liberec                                  | Sprint K                                 | 12. leden                                | Mona-Liisa Malvalehto        | Justyna Kowalczyková         | Maiken Caspersenová Fallaová     |
| 17                                                                             | La Clusaz                                | 10 km K hromadný start                   | 19. leden                                | Marit Bjørgenová             | Therese Johaugová            | Justyna Kowalczyková             |
| 18                                                                             | Soči                                     | Sprint V                                 | 1. únor                                  | Kikkan Randallová            | Aurore Jéanová               | Celine Brun-Lie                  |
| 19                                                                             | Soči                                     | 15 km skiatlon                           | 2. únor                                  | Kristin Størmer Steiraová    | Julija Čekaljovová           | Nicole Fessel                    |
| 20                                                                             | Davos                                    | Sprint K                                 | 16. únor                                 | Justyna Kowalczyková         | Marit Bjørgenová             | Anne Kyllönen                    |
| 21                                                                             | Davos                                    | 10 km V                                  | 17. únor                                 | Therese Johaugová            | Justyna Kowalczyková         | Kristin Størmer Steiraová        |
| Mistrovství světa v klasickém lyžování 2013 (20. února 2013 až 3. března 2013) |                                          |                                          |                                          |                              |                              |                                  |
| 22                                                                             | Lahti                                    | Sprint V                                 | 9. březen                                | Kikkan Randallová            | Marit Bjørgenová             | Alena Procházková                |
| 23                                                                             | Lahti                                    | 10 km K                                  | 10. březen                               | Justyna Kowalczyková         | Marit Bjørgenová             | Heidi Wengová                    |
| 24                                                                             | Drammen                                  | Sprint K                                 | 13. březen                               | Justyna Kowalczyková         | Heidi Wengová                | Ingvild Flugstad Østberg         |
| 25                                                                             | Oslo                                     | 30 km V hromadný start                   | 17. březen                               | Therese Johaugová            | Justyna Kowalczyková         | Julija Čekaljovová               |
| Finále Světového poháru (20. březen 2013 – 24. březen 2013)                    |                                          |                                          |                                          |                              |                              |                                  |
| 26                                                                             | Stockholm                                | Sprint K                                 | 20. březen                               | Justyna Kowalczyková         | Marit Bjørgenová             | Kerttu Niskanenová               |
| 27                                                                             | Falun                                    | 2,5 km V                                 | 22. březen                               | Marit Bjørgenová             | Charlotte Kallaová           | Kikkan Randallová                |
| 28                                                                             | Falun                                    | 10 km K hromadný start                   | 23. březen                               | Marit Bjørgenová             | Therese Johaugová            | Heidi Wengová                    |
| 29                                                                             | Falun                                    | 10 km V stíhací závod                    | 24. březen                               | Therese Johaugová            | Kikkan Randallová            | Charlotte Kallaová               |
| Finále Světového poháru – konečné pořadí                                       | Finále Světového poháru – konečné pořadí | Finále Světového poháru – konečné pořadí | Finále Světového poháru – konečné pořadí | Marit Bjørgenová             | Therese Johaugová            | Charlotte Kallaová               |

#### Týmové závody
| Závod | Místo konání | Disciplína      | Datum        | 1. místo                                                                         | 2. místo                                                                               | 3. místo                                                                                                 |
| ----- | ------------ | --------------- | ------------ | -------------------------------------------------------------------------------- | -------------------------------------------------------------------------------------- | --- |
| 1     | Gällivare    | Štafeta 4×5 km  | 25. listopad | Norsko I Vibeke Skofterudová Therese Johaugová Martine Ek Hagen Marit Bjørgenová | Švédsko I Ida Ingemarsdotter Sofia Bleckur Lisa Larsen Charlotte Kallaová              | USA Holly Brooksová Kikkan Randallová Elizabeth Stephenová Jessica Digginsová                            |
| 2     | Québec       | Sprint dvojic V | 7. prosinec  | USA I Jessica Digginsová Kikkan Randallová                                       | Německo Hanna Kolbová Denise Herrmannová                                               | Norsko I Celine Brun-Lie Maiken Caspersenová Fallaová                                                    |
| 3     | Liberec      | Sprint dvojic K | 13. leden    | Norsko I Ingvild Flugstad Østberg Maiken Caspersenová Fallaová                   | Švédsko I Stina Nilssonová Ida Ingemarsdotter                                          | Švédsko II Linn Soemskar Magdalena Pajala                                                                |
| 4     | La Clusaz    | Štafeta 4×5 km  | 20. leden    | Norsko I Heidi Wengová Therese Johaugová Kristin Steira Marit Bjørgenová         | Finsko Anne Kyllönen Aino-Kaisa Saarinenová Riitta-Liisa Roponenová Kerttu Niskanenová | Norsko II Vibeke Skofterudová Ingvild Flugstad Østberg Martine Ek Hagen Astrid Uhrenholdtová Jacobsenová |
| 5     | Soči         | Sprint dvojic K | 3. únor      | Finsko Mona-Lisa Malvalehto Anne Kyllönen                                        | Rusko II Julia Ivanovová Natalia Matvejevová                                           | Kanada Perianne Jones Daria Gaiazová                                                                     |

## Bodování
Tabulka ukazuje bodování v závodech Světového poháru v běhu na lyžích v sezóně 2012/13.
| Umístění                                              | 1   | 2   | 3   | 4   | 5   | 6   | 7   | 8   | 9   | 10  | 11 | 12 | 13 | 14 | 15 | 16 | 17 | 18 | 19 | 20 | 21 | 22 | 23 | 24 | 25 | 26 | 27 | 28 | 29 | 30 |
| Individuální závod/Sprint                             | 100 | 80  | 60  | 50  | 45  | 40  | 36  | 32  | 29  | 26  | 24 | 22 | 20 | 18 | 16 | 15 | 14 | 13 | 12 | 11 | 10 | 9  | 8  | 7  | 6  | 5  | 4  | 3  | 2  | 1  |
| Ruka Triple/Finále SP (celkové pořadí) Štafeta        | 200 | 160 | 120 | 100 | 90  | 80  | 72  | 64  | 58  | 52  | 48 | 44 | 40 | 36 | 32 | 30 | 28 | 26 | 24 | 22 | 20 | 18 | 16 | 14 | 12 | 10 | 8  | 6  | 4  | 2  |
| Tour de Ski (celkové pořadí)                          | 400 | 320 | 240 | 200 | 180 | 160 | 144 | 128 | 116 | 104 | 96 | 88 | 80 | 72 | 64 | 60 | 56 | 52 | 48 | 44 | 40 | 36 | 32 | 28 | 24 | 20 | 16 | 12 | 8  | 4  |
| Ruka Triple/Tour de Ski/Finále SP (jednotlivé závody) | 50  | 46  | 43  | 40  | 37  | 34  | 32  | 30  | 28  | 26  | 24 | 22 | 20 | 18 | 16 | 15 | 14 | 13 | 12 | 11 | 10 | 9  | 8  | 7  | 6  | 5  | 4  | 3  | 2  | 1  |
| Bonusové body (prémie v závodech s hromadným startem) | 15  | 12  | 10  | 8   | 6   | 5   | 4   | 3   | 2   | 1   |    |    |    |    |    |    |    |    |    |    |    |    |    |    |    |    |    |    |    |    |

- Úvodní závod Tour de Ski (9) a druhý závod finále SP (27) byly hodnoceny pouze polovičním počtem bodů.
- V závodech s hromadným startem získalo bonusové body vždy prvních 10 závodníků, kteří projeli skrz cílovou čáru dané prémie
- Body ze štafet, stejně jako z individuálních závodů, se započítávaly do žebříčku zemí.